# Jan Maćkowiak
Jan Sławomir Maćkowiak (ur. 11 lipca 1959 w Skarżysku-Kamiennej) – polski samorządowiec, członek zarządu województwa świętokrzyskiego IV i V kadencji, od 2014 do 2018 jako wicemarszałek.

## Życiorys
Studiował administrację publiczną na Uniwersytecie Marii Curie-Skłodowskiej w Lublinie. Był pracownikiem spółdzielni mieszkaniowej w Skarżysku-Kamiennej, dyrektorem w PPHU Wtórpol oraz zastępcą dyrektora w Miejskiej Komunikacji Samochodowej w tym mieście. Do 2006 był też dyrektorem kieleckiego biura parlamentarnego posła do Parlamentu Europejskiego Janusza Onyszkiewicza.
Od 1998 do 2000 był wiceprzewodniczącym rady miejskiej w Skarżysku-Kamiennej, następnie pełnił funkcję zastępcy prezydenta tego miasta (2000–2002). W wyborach samorządowych w 2002 z listy KWW Porozumienie Samorządowe „Nad Kamienną” uzyskał mandat radnego rady powiatu skarżyskiego. W 2006 otrzymał mandat radnego radnego Skarżyska-Kamiennej i został wybrany jej przewodniczącym. W 2010 uzyskał reelekcję. Nie objął jednak mandatu w związku z wyborem w tym samym roku na członka zarządu województwa świętokrzyskiego. W 2014 bez powodzenia ubiegał się o urząd prezydenta Skarżyska-Kamiennej, zajmując czwarte miejsce spośród pięciu kandydatów z wynikiem 2198 głosów (12,02%). W tym samym roku uzyskał mandat radnego sejmiku świętokrzyskiego V kadencji. Został następnie wybrany na wicemarszałka województwa V kadencji (zakończonej w 2018). W 2018 i 2024 utrzymywał mandat radnego sejmiku na kolejne kadencje; w VI kadencji od 2023 pełnił w nim funkcję wiceprzewodniczącego.
Był członkiem Unii Wolności i Partii Demokratycznej, z której wystąpił po zbliżeniu z SLD. W 2006 należał do założycieli Forum Liberalnego. Zaangażował się później w działalność Platformy Obywatelskiej, zostając sekretarzem regionu świętokrzyskiego i członkiem rady krajowej tej partii. Bez powodzenia kandydował w 2005 z listy PD do Sejmu i w 2015 z ramienia PO do Senatu.

## Życie prywatne
Jest żonaty, ma trzy córki.

## Odznaczenia
W 2015 otrzymał odznakę honorową „Za Zasługi dla Związku Kombatantów RP i Byłych Więźniów Politycznych”.